# Didecyldimethylamoniumchlorid
Didecyldimethylamoniumchlorid (též didecyl(dimethyl)amoniumchlorid, DDAC, systematický název N,N-didecyl-N,N-dimethylamoniumchlorid) je kvartérní amoniová sloučenina s chemickým vzorcem (C10H21)2(CH3)2NCl, používaná jako antiseptikum, dezinfekční látka, fungicid, emulgátor, katalyzátor a antistatické činidlo.
Atom dusíku je v DDAC vázán na čtyři alkylové skupiny, dvě methylové a dvě decylové. V praxi se nejedná o čistou látku, nýbrž o směs KAS s alkylovými řetězci o délce C8, C10 a C12, kde C10 tvoří více než 90 %.
Jedná se o bezbarvou kapalinu bez zápachu. V koncentrované podobě působí jako žíravina.
DDAC je univerzální a široce používaný biocid. Má fungicidní, baktericidní a algicidní účinky. Používá se například v zahradnictví k dekontaminaci stolů a nástrojů ve sklenících. DDAC je přípravkem schváleným Evropskou unií k ochraně rostlin - lze ho však používat (jako baktericid, fungicid, herbicid a algicid) jen ve vnitřním prostředí na okrasné rostliny.
DDAC se používá také v prostředcích pro ochranu dřeva a obecně v prostředcích proti řasám. Použití DDAC v biocidních přípravcích typu 16 (moluskocidy) a typu 18 (insekticidy, akaricidy a přípravky k regulaci jiných členovců) je v EU povoleno od ledna 2008. Rozhodnutím Evropské komise však nebyl DDAC zařazen na seznam povolených látek pro použití typu 13 (konzervační přípravky pro kapaliny používané při obrábění kovů), protože v určené lhůtě neprojevil nikdo zájem převzít roli účastníka v programu přezkoumání DDAC pro daný typ přípravku.
DDAC se používá také v mnoha čisticích a dezinfekčních přípravcích pro použití v domácnosti a ve zdravotnictví. V oblasti kosmetiky ho lze použít ve vlasových kondicionérech, protože je dobře absorbován a má antistatické a uklidňující účinky.